# 13280 Christihaas
A 13280 Christihaas (ideiglenes jelöléssel 1998 QM44) a Naprendszer kisbolygóövében található aszteroida. A LINEAR projekt keretében fedezték fel 1998. augusztus 17-én.